# SN 1999ca
SN 1999ca – supernowa typu II odkryta 27 kwietnia 1999 roku w galaktyce NGC 3120. W momencie odkrycia miała maksymalną jasność 17,00m.